# Euchilichthys
Euchilichthys is een geslacht van straalvinnige vissen uit de familie van de baardmeervallen (Mochokidae).

## Soorten
- Euchilichthys astatodon (Pellegrin, 1928)
- Euchilichthys boulengeri Nichols & La Monte, 1934
- Euchilichthys dybowskii (Vaillant, 1892)
- Euchilichthys guentheri (Schilthuis, 1891)
- Euchilichthys royauxi Boulenger, 1902